# Rade Končar
Rade Končar (em sérvio:  Раде Кончар; 6 de agosto/28 de outubro de 1911 – 22 de maio de 1942) foi um político sérvio-croata e líder dos Partisans Iugoslavos no Estado Independente da Croácia e Dalmácia durante os primeiros estágios da Segunda Guerra Mundial na Iugoslávia. Ele se tornou membro do Partido Comunista da Iugoslávia (KPJ) em 1934 e foi preso em 1936, quando a filial de Belgrado do partido foi banida pelas autoridades iugoslavas. Depois de cumprir um ano de trabalhos forçados na prisão de Sremska Mitrovica, ele foi libertado e eleito secretário político do comitê central do Partido Comunista da Croácia (KPH) em Zagreb. Em outubro de 1940, ele foi nomeado membro do comitê central do KPJ na Quinta Conferência Nacional do Partido Comunista da Iugoslávia.
Após a ocupação da Iugoslávia pelo Eixo em abril de 1941, Končar participou do levante antifascista que retomou áreas do controle alemão na Sérvia e liderou pessoalmente ataques contra as forças do Eixo no Estado Independente da Croácia. Depois de se mudar para a província da Dalmácia em outubro de 1941, em novembro de 1941 ele foi emboscado por agentes fascistas, preso e espancado. A Ustaše revelou sua identidade às autoridades italianas, que o levaram a julgamento. Končar foi condenado à morte e executado junto com outros vinte e cinco em 22 de maio de 1942 em Šibenik.
Ele foi postumamente nomeado o primeiro Herói do Povo da Iugoslávia e foi reverenciado como um herói de guerra.

## Biografia
Rade Končar nasceu na aldeia de Končarev Kraj em Plitvička Jezera,  perto da cidade de Korenica.  Algumas fontes dão sua data de nascimento como 28 de outubro de 1911,  enquanto outras afirmam que ele nasceu em 6 de agosto de 1911. Sérvio da Croácia,  Končar mudou-se para a cidade sérvia de Leskovac, onde terminou a escola e tornou-se metalúrgico.  Ele se tornou membro do Partido Comunista da Iugoslávia (KPJ) em Belgrado em 1934. Em 1936, a filial de Belgrado do partido foi proibida pelas autoridades do Reino da Iugoslávia. Končar foi preso e condenado a um ano de trabalhos forçados, que passou na prisão de Sremska Mitrovica. Após ser libertado, ele se mudou para Zagreb e começou a trabalhar na Siemens. Ele formou um movimento comunista na cidade e organizou uma greve bem-sucedida em 1938. No mesmo ano, foi eleito membro do comitê do Partido Comunista em Zagreb e secretário político do comitê central do Partido Comunista da Croácia (KPH). Končar foi empossado como secretário político na primeira conferência do KPH e foi nomeado membro do comitê central do KPJ na Quinta Conferência Nacional do Partido Comunista da Iugoslávia em outubro de 1940. Ele desempenhou um papel importante na liderança do partido devido à sua origem operária e contribuiu muito para o fortalecimento da organização do partido.  Em janeiro de 1941, foi nomeado chefe do comitê regional do KPJ para a Sérvia. 

## Segunda Guerra Mundial
Com a ocupação da Iugoslávia pelo Eixo em abril de 1941, Končar mudou-se para Zagreb em 8 de abril de 1941.  Ele se envolveu no planejamento de uma revolta nacional antifascista em todo o país e estendeu as ações de resistência ao Estado Independente da Croácia, apesar de encontrar grandes dificuldades.  Ele organizou pessoalmente diversões em Zagreb, incluindo a sabotagem de setembro de 1941 no Correio Geral de Zagreb.  Mais tarde, no mesmo mês, ele participou da conferência de Stolice de comandantes e representantes partisans na vila sérvia de Stolice.  Tendo participado da retomada de áreas da Sérvia dos alemães, Končar foi encarregado de formar o Quartel-General do Estado-Maior dos Partisans Iugoslavos na Croácia. Ele foi para a província da Dalmácia em outubro de 1941 para trabalhar na melhoria da organização das forças comunistas e ajudá-las a ganhar força contra o Eixo. Ele organizou pessoalmente muitos ataques contra as forças do Eixo na cidade de Split. 

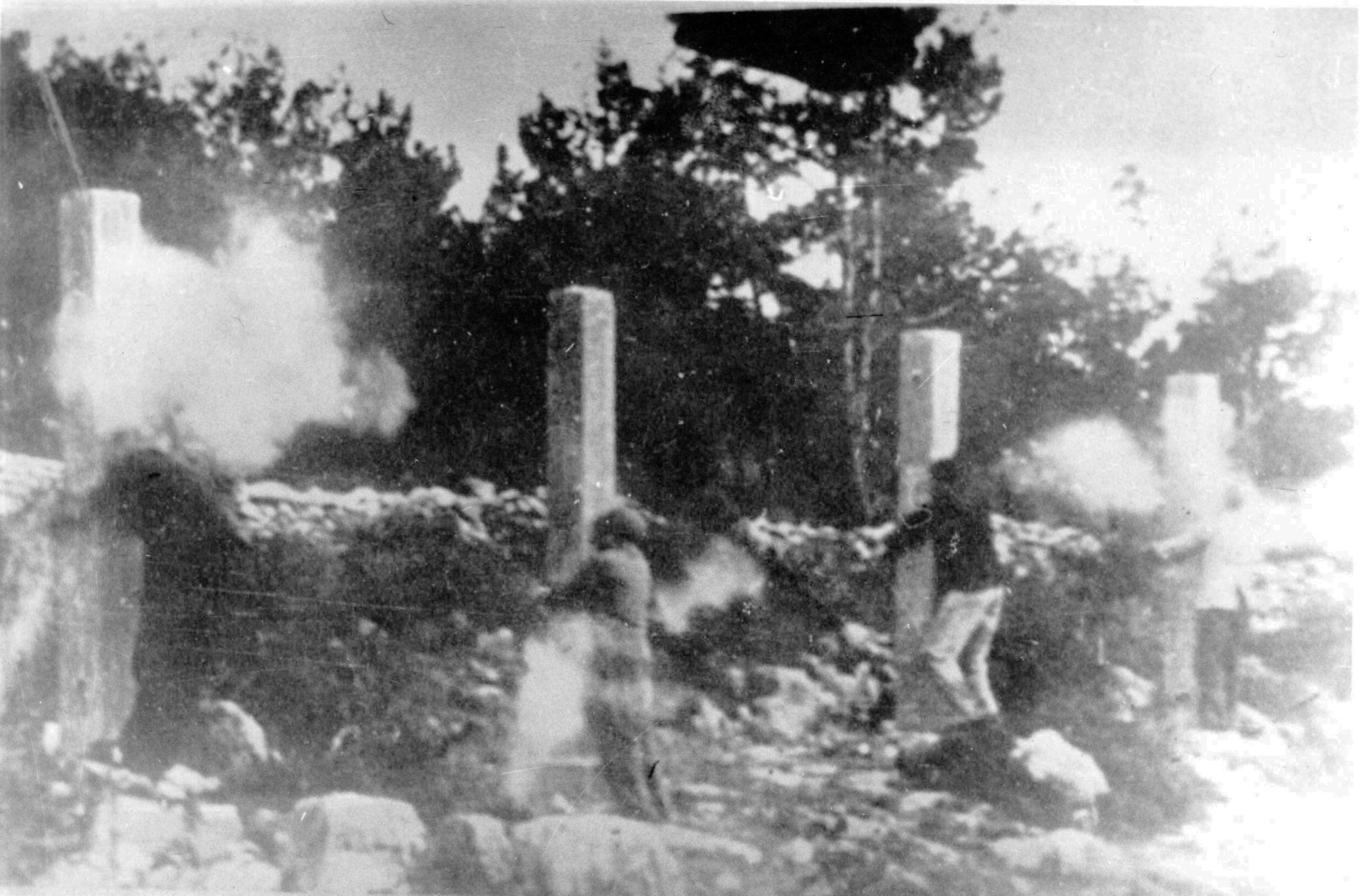
Morte de Rade Končar e seus camaradas

Em 17 de novembro de 1941,  retornando de uma viagem a Šibenik, ele descobriu agentes anticomunistas esperando para emboscá-lo em seu apartamento em Split. Ele foi preso e espancado antes de ser levado ao hospital. Os Ustaše informaram às autoridades italianas que Končar era um prisioneiro importante. Os italianos levaram-no a julgamento em Šibenik, onde foi condenado à morte.  Ele foi executado por um pelotão de fuzilamento em 22 de maio de 1942.  Vinte e cinco dos seus colegas foram mortos juntamente com ele. 

## Legado

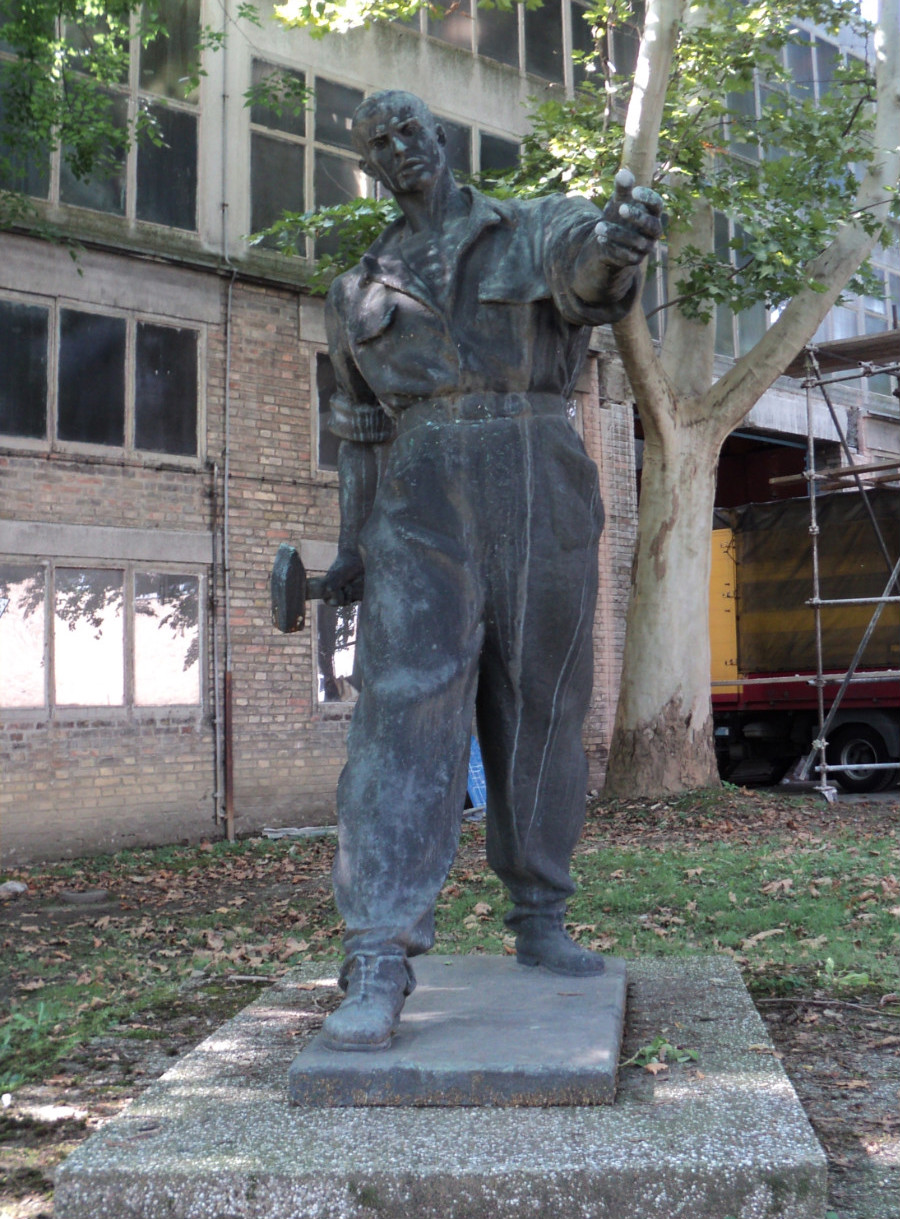
Monumento a Končar em Zagreb

Končar foi proclamado Herói do Povo da Iugoslávia pelos comunistas.  A edição de agosto de 1942 do Proleter o nomeou o primeiro na lista dos dez primeiros Heróis do Povo.  Ele rapidamente se tornou um dos maiores ícones partidários. A descrição convencional posterior de sua sentença e execução diz que, quando perguntado se ele pediria clemência, Končar disse Milosti ne tražim, niti bih vam je dao ("Eu não peço misericórdia, nem a teria contra vocês"); quando apontaram suas armas para suas costas, ele disse Kukavice, pucajte u prsa ("Atirem [em mim] no peito, covardes!"). 
Uma unidade militar dos Partisans Iugoslavos, a 13ª Brigada Proletária Rade Končar, recebeu seu nome em sua homenagem e lutou na Frente Iugoslava. Era composto principalmente por croatas, a maioria dos quais eram católicos romanos.  Končar foi o único líder étnico sérvio do SKH até a eleição de Stanko Stojčević em 1988. Seu único filho, também chamado Rade Končar, foi um político proeminente na Iugoslávia do pós-guerra. 
A Rade Končar Enterprise, hoje Končar Group, foi o maior produtor de equipamentos elétricos na Iugoslávia durante a década de 1970.  A Escola Secundária de Engenharia Elétrica "Rade Končar" em Belgrado também recebeu seu nome.  O barco de mísseis da classe Končar da antiga Marinha Iugoslava também recebeu seu nome em sua homenagem.
Em novembro de 2018, um homem de 65 anos ficou ferido após tentar derrubar um busto de Končar na cidade de Split.  A mídia noticiou que o homem disse que sua declaração política era baseada em preconceito. 